# Luigi Mattei
Luigi Mattei, född 17 mars 1702 i Rom, död 13 januari 1758 i Rom, var en italiensk kardinal.

## Biografi
Luigi Mattei var son till hertig Alessandro Mattei och Teresa Naro. År 1727 blev han iuris utriusque doktor och var för en tid refendarieråd vid Apostoliska signaturan. 
I november 1753 upphöjde påve Benedikt XIV Mattei till kardinalpräst med San Matteo in Merulana som titelkyrka. År 1756 blev han beskyddare för Kamaldulensorden och senare samma år abbot in commendam av San Lorenzo fuori le Mura.
Kardinal Mattei avled i Rom år 1758 och är begravd i kyrkan Santa Maria in Ara Coeli.

## Bilder

Kardinal Luigi Matteis titelkyrkor
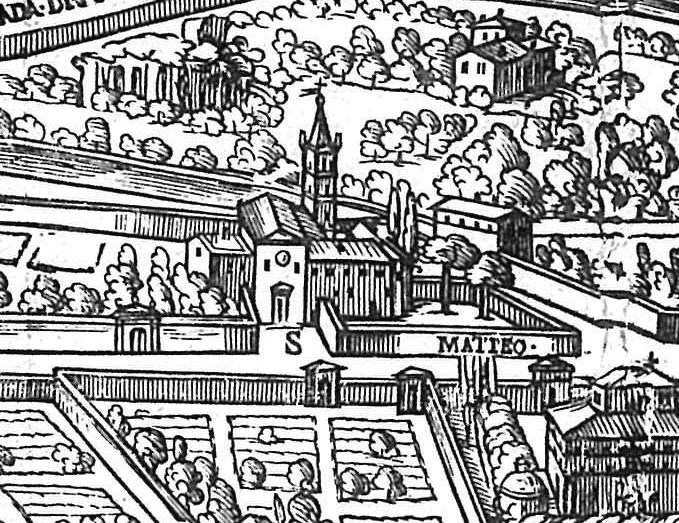
San Matteo in Merulana.
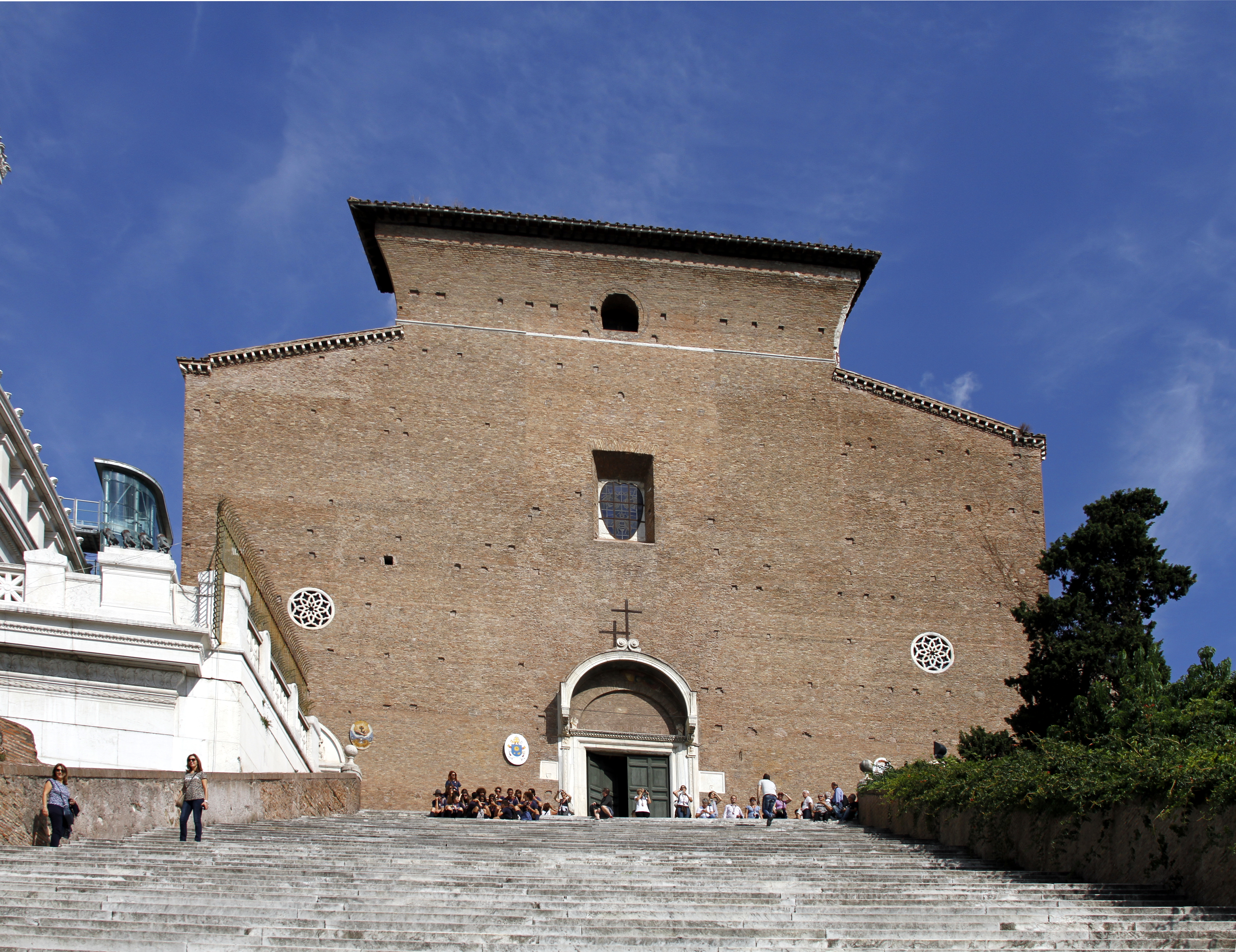
Santa Maria in Ara Coeli.